# Čergov (przełęcz)
Čergov – przełęcz w południowo-wschodniej części Gór Czerchowskich we wschodniej Słowacji. Wysokość wynosi 917 m n.p.m. Leży na południe od szczytu Čergov. Na przełęczy stoi schronisko turystyczne.
Skrzyżowanie znakowanych szlaków turystycznych:
  – Miháľov (dzielnica Bardejowa) – wieś Hervartov – Žobrák – przełęcz Žobrák – Bukový vrch – Čergov – przełęcz Čergov – Hradisko (część wsi Terňa) – wieś Terňa
  – wieś Pusté Pole – wieś Kyjov – przełęcz Pod Minčolom – Minčol – Hyrová – przełęcz Ždiare – Forgáčka – Dvoriská – Hrašovík – przełęcz Priehyby – Solisko – przełęcz Lysina – Veľká Javorina – Čergov – przełęcz Čergov – wieś Osikov – wieś Vaniškovce
  – wieś Osikov – wieś Fričkovce – przełęcz Čergov – Majdan (część wsi Olejníkov) – wieś Červená Voda
  – wieś Hertník – przełęcz Čergov – Čergov – Ostrý kameň – Lysá – wieś Červená Voda – miasto Sabinov